# Baia de expansão do PlayStation 2

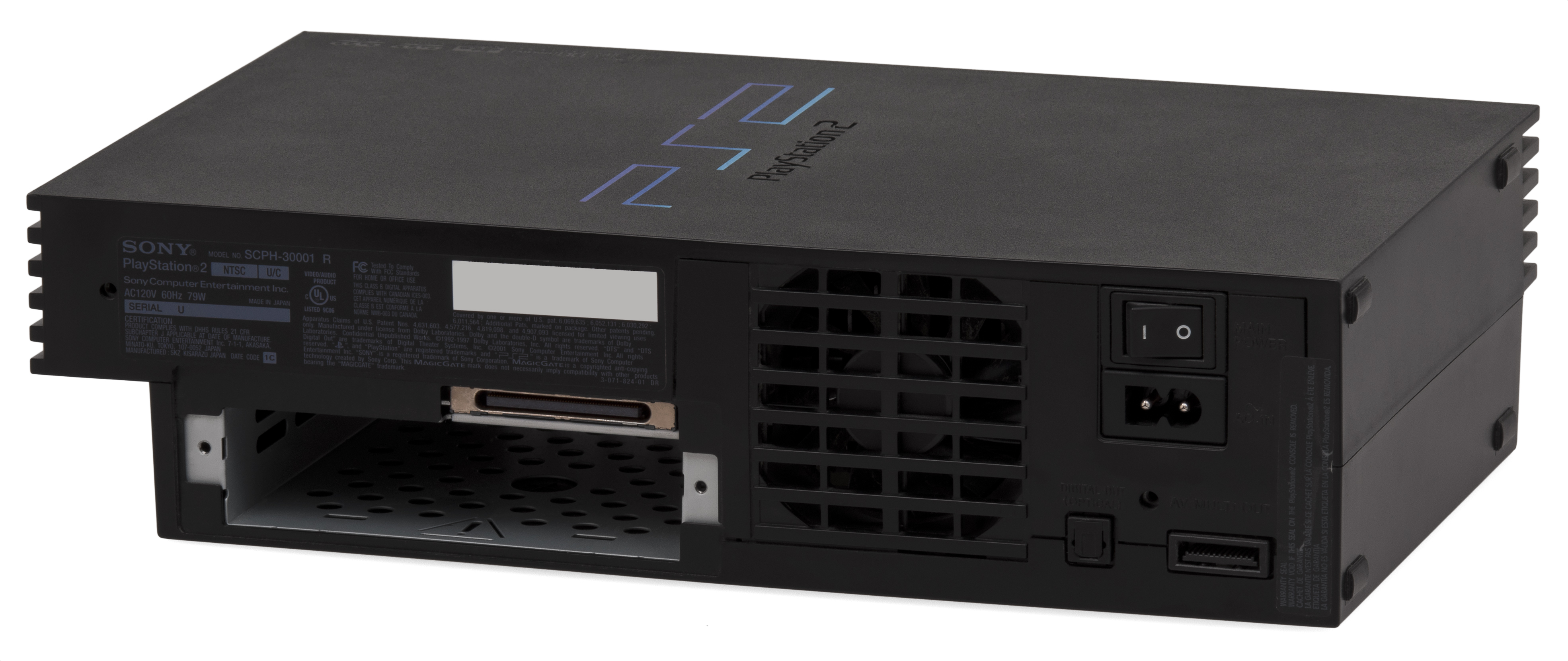
Parte traseira de um PlayStation 2 mostrando a baía de expansão no modelo SCPH-30001

A baia de expansão do PlayStation 2 é um compartimento para dispositivos de 3.5 polegadas introduzido junto com o modelo 30000 e 50000 do PlayStation 2 (substituindo o slot PCMCIA usado nos modelos 10000, 15000 e 18000). Ele foi removido no modelo "slim" 70000 e era utilizado para  e discos internos de armazenamento (HDD). Esses periféricos melhoravam as capacidades do PS2 permitindo jogar online e outros recursos que foram mostrados na E3 de 2001.

## Adaptador de rede
Adaptador de internet local (imagem acima) e ele conectado ao console (imagem a abaixo).
O adaptador de rede foi lançado junto com a atualização do serviço do PlayStation 2 para jogar online. Dois modelos do adaptador eram disponíveis — um possuía modem para conexões discadas e um conector de rede local para conexão de internet banda larga (muito vendido na America do Norte), e um com apenas uma interface de rede local (vendido na Europa e outras regiões). Um disco de inicialização (disco de acesso à rede) estava incluído com o adaptador de rede e instalava um arquivo no memory card para configurar conexões que eram acessíveis por todos, menos o jogo que não é compatível adaptado de rede. Tony Hawk´s Pro Skater 3, lançado em novembro de 2001, suportava o dispositivo de adaptação de rede, mas não o programa, porque ele só foi finalizado muito mais tarde. 
O adaptador de rede também fornecia uma interface paralela ATA e um conector molex que permitia a instalação de um disco rígido de 3.5 polegadas dentro da baía de expansão. Como os dois conectores de disco éram separados por placas de circuito a partir do conector principal do adaptador de rede, eram fornecidos conectores para adaptar encaixes de terceiros como SATA e um SATA para IDE.
Os modelos Slim do PlayStation 2 possuíam uma porta para rede local embutida (com algumas das primeiras unidades Norte Americanas incluindo um modem de conexão analógica discada), mas sem interfaces de discos rígidos oficiais. O primeiro modelo Slim (SCPH-70000) possuía um adaptador de rede completo integrado, e podia ser modificado para adicionar uma placa de conexão IDE externa. A partir das séries 75000 e adiante, a função de rede local foi integrada ao controlador central (que foi completamente reprojetado internamente), removendo completamente a interface de disco.
A taxa máxima suportada pelo adaptador de rede é de 100Mb/s, tanto download como upload. Ele também era compatível com dispositivos anteriores e configurações de até 10Mb/s.

## Drive de disco rígido

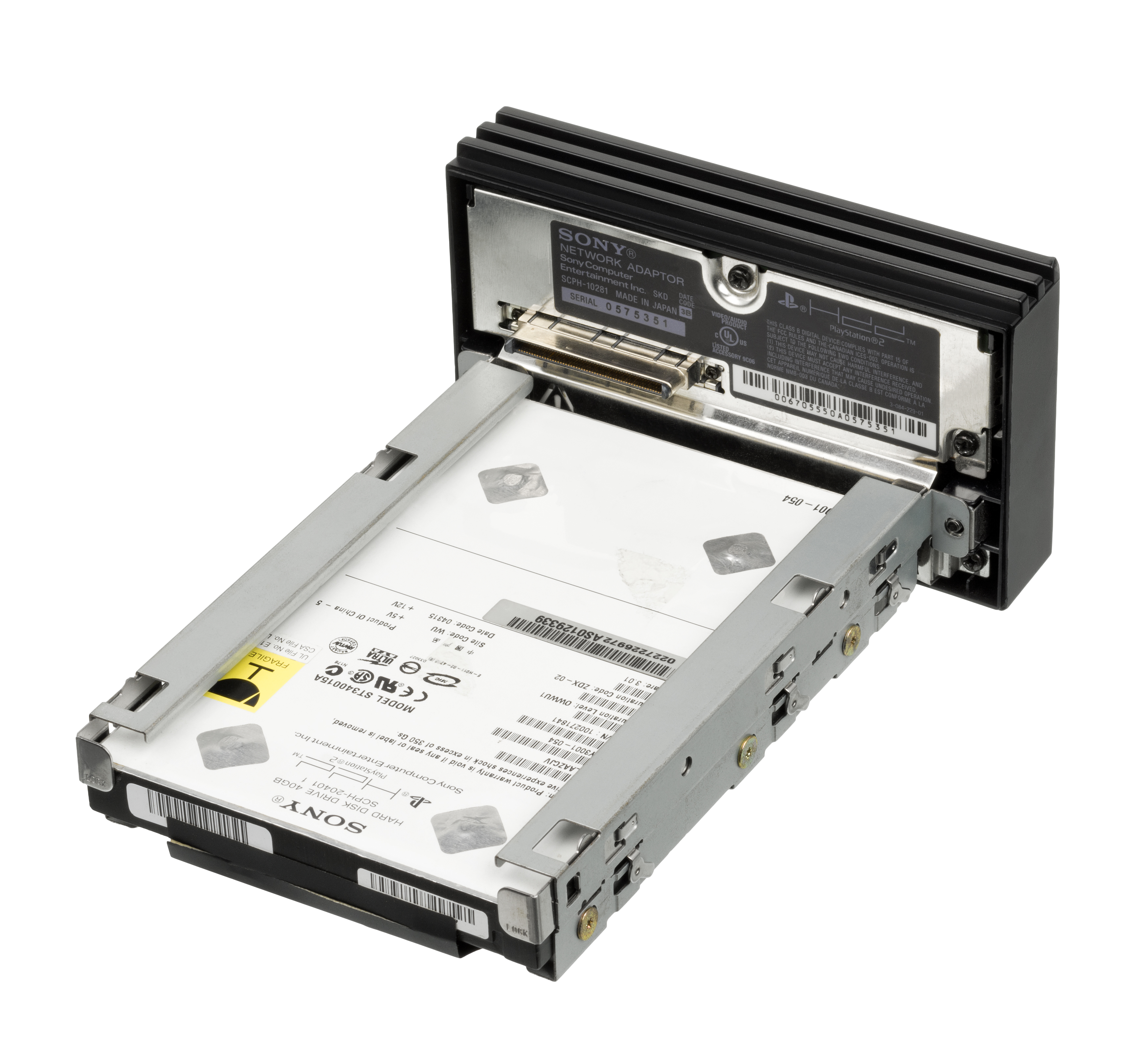
HDD do PlayStation e o adaptador de internet local.

O drive de disco rígido do PlayStation 2 (PS2 HDD) foi lançado em 19 de julho de 2001 no Japão (junto com o adaptador de rede) e em 23 de março de 2004 na America do Norte. Ele precisava do adaptador de rede do PlayStation 2 para que pudesse ser conectado e alimentado. O HDD tinha capacidade de 40 GB que poderia ser usada pelos jogos para reduzir o tempo de carregamento armazenando dados no disco rígido temporariamente, ou backup das informações do memory card. Devido a proteção de direitos autorais do MagicGate, os programas que eram executados diretamente no HDD (por exemplo: PlayStation Broadband Navigator, PlayOnline Viewer, Pop'n Music Puzzle-dama Online) ficavam codificados no sistema quando instalados. O HDD podia ser transferido para outro sistema de PlayStation 2; os arquivos no HDD podiam ser acessados, mas os esses programas específicos não podiam ser inicializados sem serem reinstalados. Contrariando a crença popular, uma formatação completa no HDD não é necessária quando utilizado em outro console, ou então, não seria útil ter que sempre formatar o HDD e instalar os programas novamente, como é o caso das unidades HDD Norte Americanas. Um disco utilitário para o HDD estava incluso para permitir a manutenção do HDD (incluindo a desfragmentação, disco de reparo e recursos de formatação, junto de um navegador para gerenciar arquivos), e nos modelos Norte Americanos, Final Fantasy XI também era adicionado. Existem 35 jogos Norte Americanos que suportam rodar a partir do HDD.
Maxtor e Seagate Technology produziram o disco rígido usados nesses conjuntos.
Um software não oficial chamado HD Loader (mais tarde o HD Advance e também o Open PS2 Loader) permitia os usuários copiar os jogos por completo para o HDD e rodá-los sem os discos. Eles também permitiam usar alguns discos rígidos convencionais para o consumidor padrão no PS2, de qualquer modo eles não eram compatíveis com os programas padrões do disco rígido do PS2. Esses programas combinados com um disco rígido permitiam o videogame rodar jogos sem a necessidade do disco original. Isso era desejável para proteger os frágeis e talvez discos raros de serem avariados; em alguns caso também poderia haver um aumento da performance.
No entanto, essa prática não é completamente incontestável. O HD Loader ignora os mecanismos de proteção contra cópias do console, o que acaba permitindo a pirataria.

### Lançamentos Norte Americanos com suporte ao HDD
- ESPN NFL 2K5, NBA 2K5, ESPN College Hoops 2K5, ESPN MLB 2K5 e ESPN NHL 2K5 usavam o HDD para melhorar os replays. Se o HDD não estiver instalado, imagens estáticas irão aparecer como se fosse replay; com o HDD cutscenes completas com os replays serão exibidas. O ESPN NHL 2K5 tinha a capacidade de salvar arquivos diretamente no disco rígido.
- Final Fantasy XI é o único lançamento Norte Americano verdadeiramente dependente do HDD para funcionar, isso requeri-o várias correções e atualizações por parte de Square Enix.
- Metal Saga instala 1.7 GB no HDD para diminuir o tempo de carregamento e utiliza o HDD para salvar e carregar o jogo ao invés do Memory Card.
- NBA 2K6, 2K7, 2K8, 2K9, 2K10, 2K11 e 2K12 suportavam salvamento a partir do HDD assim como instalação automática de informações para carregamento rápido.†
- NHL 2K6, 2K7, 2K8, 2K9 e 2K10 suportavam salvar no HDD.†
- RPG Maker 3 instalava 3 GB no HDD para melhorar o tempo de carregamento.
- Resident Evil Outbreak (tanto o jogo original como o File #2) instalavam 1 GB para reduzir o tempo de carregamento.
- SOCOM 3 U.S. Navy SEALs suporta mapas adicionais, que podem ser baixados através da "Socom Store" no jogo.
- SOCOM II U.S. Navy SEALs suporta mapas extras, entretanto os arquivos devem ser copiados a partir de uma disco demonstrativo.estilo revista para o disco rígido e não pode ser baixado.
- SOCOM U.S. Navy SEALs: Combined Assault suporta mapas adicionais.
- Street Fighter Alpha Anthology, assim como sua versão japonesa, pode instalar 2GB no HDD para reduzir o tempo de carregamento
- The Urbz: Sims in the City reconhece quando o HDD é instalado e permite as informações serem salvas diretamente para ele. Também utiliza 512MB de partição temporária para dar mais velocidade nos tempos de carregamento.
- The Sims 2 reconhece quando o HDD é instalado e permite as informações serem salvas diretamente para ele. Também utiliza 512MB de partição temporária para dar mais velocidade nos tempos de carregamento.

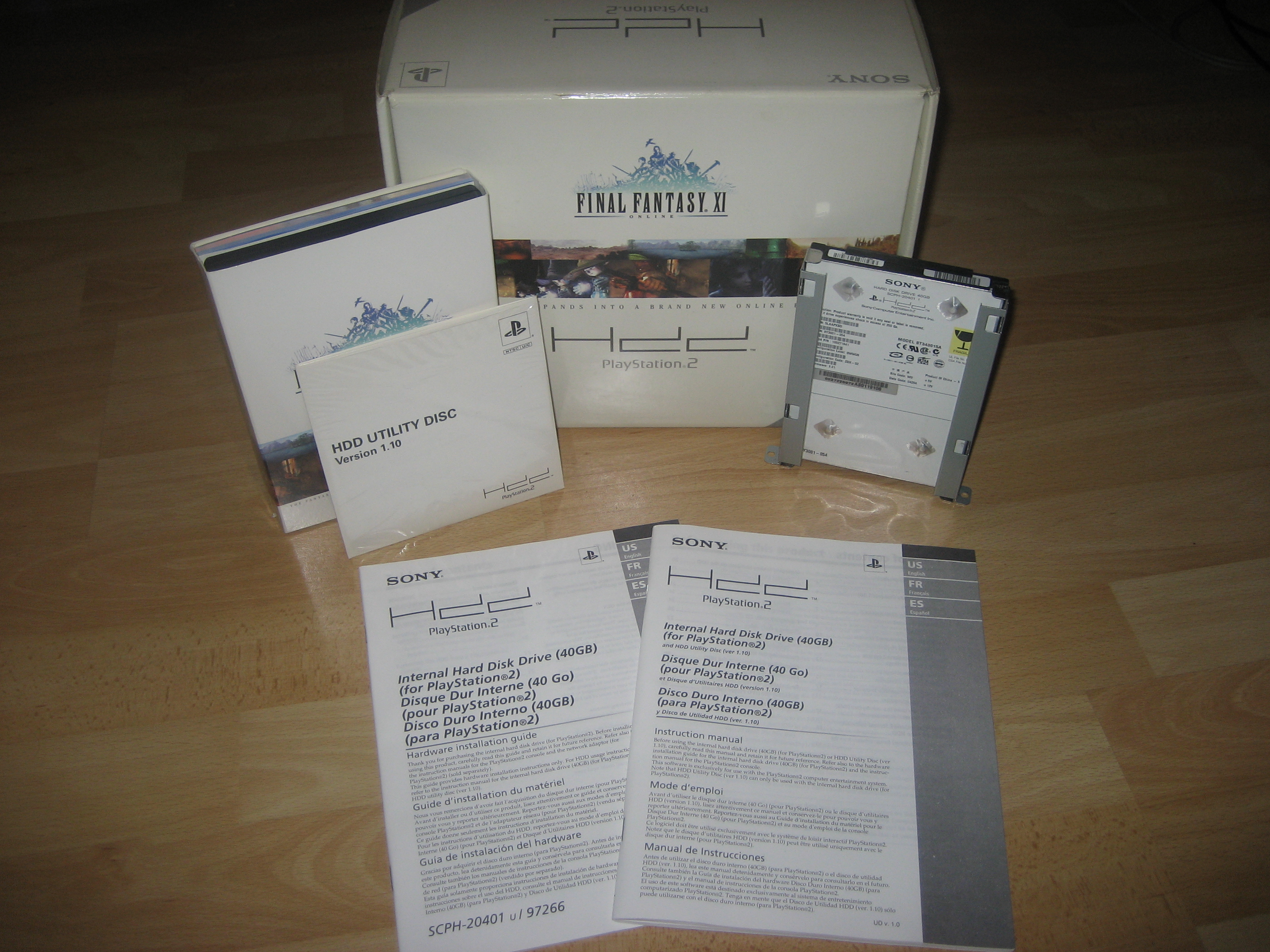
O jogo Final Fantasy XI que vem em conjunto com o disco rígido de 40GB que necessita do adaptador de internet local.

↑†  Os títulos esportivos da 2K até as versões 2K9 (exceto College Hoops, isso é aplicado apenas nas versões 2K6, 2K7 e 2K8, já que não há 2K9), também usa o HDD para mostrar os replays gravados a partir das ações do jogo. Sem isso, ainda eram mostrados em partidas da NBA (durante os intervalos e no final da partida) e nenhum replay de intervalo é mostrado na MLB.

### Versões japonesas com suporte ao HDD
- A Ressha de Ikou 2001 Perfect Set (A-Train 2001 + Train-Pack) instala 256MB no HDD, e o Train Pack instala um adicional de 14MB.
- Ace Combat 4 instala 1GB para dar mais velocidade nos tempos de carregamento.
- Aero Dancing 4 usa o HDD para salvamentos e como cache para arquivos do jogo e assim diminuir o tempo de carregamento.
- Age of Empires II: The Age of Kings instala128MB para melhorar o desempenho do jogo, então isso não deixa que o jogo "congele" durante o carregamento das informações necessárias a partir do CD-ROM do jogo.
- AirForce Delta Blue Wing Knights instala 128MB para reduzir o tempo de carregamento.
- All Star Pro-Wrestling II instala 128MB para reduzir o tempo de carregamento.
- Beatmania IIDX 5th Style pode armazenar arquivos de áudio como cache no HDD para reduzir os tempos de carregamento. Além disso, usando o cache do HDD irá habilitar um modo de gameplay bônus.
- Biohazard Outbreak (tanto o File 1 como o File 2) instalam 1GB no HDD para reduzir o tempo de carregamento.
- Bomberman Kart, possuía conteúdo baixável com novas músicas para instalar no HDD.
- Capcom vs. SNK 2 era instalado no HDD.
- Beni no Umi 2 (Crimson Sea 2) instala 256MB para reduzir o tempo de carregamento.
- Dark Chronicle (conhecido também como Dark Cloud 2) instala um arquivo de 1.5GB no HDD para reduzir o tempo de carregamento. A versão asiática também suporta o HDD (a maioria das versões de jogos da Ásia tiveram o suporte ao HDD removidas).
- Vampire: Darkstalkers Collection instala 1GB para dar mais velocidade no tempo de recarga.
- Dirge of Cerberus: Final Fantasy VII requeria o disco rígido para jogar online, assim como os jogos que utilizavam o serviço PlayOnline da Square Enix.
- Final Fantasy X e Final Fantasy X International instalavam um arquivo de 1.6GB no HDD para reduzir o tempo de carregamento.
- Final Fantasy XI,(e as expanções Final Fantasy XI: Rise of the Zilart, Final Fantasy XI: Chains of Promathia, Final Fantasy XI: Treasures of Aht Urhgan, Final Fantasy XI:Wings of the Goddess) eram instalados completamente no HDD, então elas poderiam ser corrigidas e atualizadas. Usos de 8.192MB, com todas as expansões instaladas, a partir de 7 de março de 2005 (Nota: isso não incluía as expansões Treasures of Aht Urgahn e Wings of the Goddess, porque foram lançadas depois.
- G1 Jockey 3 2003 instalava 512MB para reduzir o tempo de carregamento.
- G1 Jockey 3 2005 Nendoban instalava 512MB para reduzir o tempo de carregamento.
- G1 Jockey 4 2006 instalava 1GB para reduzir o tempo de carregamento.
- G1 Jockey 4 2007 & Winning Post 7 Maximum 2007 cada um instalava 1GB para reduzir o tempo de carregamento.
- G1 Jockey 4 2008 instala 1GB para dar mais velocidade no tempo de carregamento.
- G1 Jockey 4 instala 1GB para reduzir o tempo de carregamento.
- Guitar Freaks 4th Mix & DrumMania 3rd Mix são instalados no HDD para reduzir o tempo de carregamento.
- Gundam Musou 2 instala 512MB para dar mais velocidade ao tempo de carregamento.
- Gundam Musou Special instala 512MB para dar mais velocidade ao tempo de carregamento.
- Taishou Mononoke Ibunroku instala 128MB para reduzir o tempo de carregamento.
- Tamamayu Monogatari 2 (Jade Cocoon 2) é instalado no HDD para reduzir o tempo de carregamento.
- Jikkyo Powerful Major League 2 instala 512MB para reduzir o tempo de carregamento.
- Jikkyo Powerful Major League 3 instala 512MB para reduzir o tempo de carregamento.
- Jikkyō Powerful Major League 2009 instala 1GB para reduzir o tempo de carregamento.
- Jikkyo Powerful Pro Yakyuu 12 Ketteiban installs 512 MB to reduce load times.
- Jikkyo Powerful Pro Yakyuu 13 instala 512MB para reduzir o tempo de carregamento.
- Jikkyo Powerful Pro Yakyuu 13 Ketteiban instala 512MB para reduzir o tempo de carregamento.
- Jikkyo Powerful Pro Yakyuu 14 instala 512MB para reduzir o tempo de carregamento.
- Jikkyo Powerful Pro Yakyuu 14 Ketteiban instala 512MB para reduzir o tempo de carregamento.
- Jikkyo Powerful Pro Yakyuu 15 instala 512MB para reduzir o tempo de carregamento.
- Kessen III instala 2GB no HDD para reduzir o tempo de carregamento.
- Kidou Senshi Gundam - Renpou vs. Zeon DX (Mobile Suit Gundam - Federation vs. Zeon Deluxe) utilizava o HDD para salvar e carregar o progresso.
- King of Colosseum tanto o Green como o Red instalavam 512MB para reduzir o tempo de carregamento. Se você tivesse os dois instalados, o Green iria utilizar os arquivos instalados da versão Red assim como se fosse "pack de expansão".
- Kingdom Hearts e Kingdom Hearts Final Mix instalava um arquivo de 1,28GB no HDD para reduzir o tempo de carregamento.
- Lilie no Atelier Plus Salburg no Renkinjutsushi 3 instala 128MB para reduzir o tampo de carregamento.
- Let's Bravo Music deixava os jogadores baixarem músicas e aventuras extras para o HDD.
- Metal Saga instalava 1.7GB no HDD para diminuir o tempo de carregamento e utilizava ele para salvar o progresso do jogo ao invés do Memory Card.
- Mina no Golf Online requires the HDD for play.
- Tetra Master era instalado por completo no HDD, então ele poderia receber correções e atualizações em torno de 128MB. Ele vinha com o Final Fantasy XI.
- TVware utilizava o HDD.
- Nobunaga no Yabou: Kakushin with Power-Up Kit instala 512MB para reduzir o tampo de carregamento.
- Nobunaga no Yabou: Kakushin instala 512MB para reduzir o tampo de carregamento.
- Nobunaga no Yabou: Online necessitava do HDD para atualizações e carreações (MMORPG).
- Nobunaga no Yabou: Ranseiki é instalado no HDD para reduzir o tempo de carregamento.
- Nobunaga no Yabou: Soutensoku with Power-Up Kit instala 256MB para reduzir o tampo de carregamento.
- Nobunaga no Yabou: Soutensoku instala 256MB para reduzir o tampo de carregamento.
- Nobunaga no Yabou: Tenka Sousei with Power-Up Kit instala 512MB para reduzir o tampo de carregamento.
- Nobunaga no Yabou: Tenka Sousei instala 512MB para reduzir o tampo de carregamento.
- PlayOnline Viewer era instalado completamente no HDD, então ele podia receber correções e atualizações em torno de 1GB. Ele era usado para iniciar o Final Fantasy XI, Front Mission Online, Tetra Master e JongHowLo.
- PoPoLoCrois Hajimari no Bouken instala 640MB para reduzir o tempo de carregamento.
- Winning Eleven 5: Final Evoloution instala 512MB para reduzir o tempo de carregamento.
- Winning Eleven Tactics: European Club Soccer é instalado no HDD para reduzir o tempo de carregamento.
- Winning Eleven 6: Final Evolution instala 512MB para diminuir o tempo de carregamento.
- Winning Eleven 8: Liveware Evolution instala 1GB para diminuir o tempo de carregamento.
- Pro Soccer Club o Tsukurou Europe Championship instala 2.5GB para reduzir o tempo de carregamento.
- Romancing SaGa Minstrel's Song instala 5GB para reduzir o tempo de carregamento.
- Sengoku Musō 2 Empires instala 1GB para reduzir o tempo de carregamento.
- Sengoku Musō 2 Moushouden instala 1GB para reduzir o tempo de carregamento.
- Sengoku Musō 2 instala 1GB para reduzir o tempo de carregamento.
- Sengoku Musō Moushouden instala 1MB para reduzir o tempo de carregamento.
- Sengoku Musō instala 1GB para reduzir o tempo de carregamento.
- San Goku Shi 11 instala 512MB para reduzir o tempo de carregamento.
- San Goku Shi 11 with Power-Up Kit instala 512MB para reduzir o tempo de carregamento.
- San Goku Shi 9 instala 128MB para reduzir o tempo de carregamento.
- San Goku Shi 8 é instalado no HDD para reduzir o tempo de carregamento.
- San Goku Shi 10 instala 512MB para reduzir o tempo de carregamento.
- Shadow Hearts 2 instala 1.28GB para reduzir o tempo de carregamento.
- Shin Sangoku Musou 3 Empires instala 1GB para reduzir o tempo de carregamento.
- Shin Sangoku Musou 3 instala 512MB para reduzir o tempo de carregamento.
- Shin Sangoku Musou 3 Moushouden instala 1MB para reduzir o tempo de carregamento.
- Shin Sangoku Musou 4 Empires instala 1MB para reduzir o tempo de carregamento.
- Shin Sangoku Musou 4 instala 1MB para reduzir o tempo de carregamento.
- Shin Sangoku Musou 4 Moushouden instala 1MB para reduzir o tempo de carregamento.
- Shin Sangoku Musou 5 Special instala 512MB para dar mais velocidade ao tempo de carregamento.
- Star Ocean: Till the End of Time (e os Cortes do Diretor) são instalados no HDD para reduzir o tempo de carregamento. A instalação também reduz a ocorrências de falhas por travamento do jogo; que eram conhecidas por acontecer no primeiro lote de discos quando jogados em um PS2 modelo 1x000.
- Street Fighter ZERO Fighter's Generation instala um arquivo de 2GB no HDD para reduzir o tempo de carregamento.
- The Sims 2 utiliza o HDD opcionalmente para salvar o progresso do jogo e arquivos temporários para diminuir o tempo de carregamento.
- The Urbz: Sims in the City utiliza o HDD opcionalmente para salvar o progresso do jogo e arquivos temporários para diminuir o tempo de carregamento.
- Unlimited Saga instala um arquivo de 3.072MB no HDD para reduzir o tempo de carregamento.
- Venus &amp; Braves utiliza o HDD para salvar o pregresso do jogo ao invés do Memory Card.
- Virtua Fighter 4 instala 512MB no HDD para diminuir o tempo de carregamento.
- Musou Orochi Maou Sairin instala 1GB para diminuir o tempo de carregamento.
- Musou Orochi instala 1MB para reduzir o tempo de carregamento.
- Wild Arms Advanced 3rd é instalado no HDD para reduzir o tempo de carregamento.
- Wild Arms Alter Code:F é instalado no HDD para reduzir o tempo de carregamento.
- Winback 2:Project Poseidon instala 1GB para reduzir o tempo de carregamento.
- Winning Eleven 7 é instalado no HDD para dar mais velocidade ao tempo de carregamento.
- Winning Post 5 Maximum 2002 installs 512MB to reduce load times.
- Winning Post 5 Maximum 2003 instala 512MB para reduzir o tempo de carregamento.
- Winning Post 6: 2005 Nendoban instala 1MB para reduzir o tempo de carregamento.
- Winning Post 6 instala 1MB para reduzir o tempo de carregamento.
- Winning Post 7 Maximum 2006 instala 1GB para reduzir o tempo de carregamento.
- Winning Post 7 Maximum 2008 utiliza o HDD para salvar o progresso do jogo e arquivos temporários para reduzir o tempo de carregamento.
- Winning Post 7 instalava 1GB para reduzir o tempo de carregamento.
- Winning Post World 2010 instalava 1GB para reduzir o tempo de carregamento.
- Winning Post World instalava 1GB para reduzir o tempo de carregamento.
- O episódio 1 de Xenosaga instalava um arquivo de 1.7GB no HDD para reduzir o tempo de carregamento. Isso permitia ao jogo ser salvado e carregado a partir do HDD ao invés do Memory Card.
- DJ Box Sony Computer Entertainment's MP3 DJ o programa de mixagem requeria o disco rígido para armazenar arquivos em MP3. Os usuários também podiam salvar as mixagens que eles criavam com o programa do HDD.
- JongHowLo era instalado no HDD, então isso permitia que ele recebesse correções e atualizaçôes; ele foi lançado junto com o Final Fantasy XI. O jogo utiliza 256MB.
- Pop'n Taisen Puzzle-dama Online a instalação no HDD é necessária para poder jogar. Os inícios do jogo eram a partir da PSBBN ou do disco utilitário do HDD e não requeriam o disco ou um código de registro, tornando isso um caso incomum de suporte ao HDD, já que não tinha proteçaõ.anti-pirataria para prefinir que o disco fosse repassado para outras pessoas
- Zettai Zetsumei Toshi (também conhecido comoDisaster Report) são instalados no HDD para reduzir o tempo de carregamento.[3]

## Kit Linux
O Kit Linux para PlayStation 2 foi lançado em 2002 e incluía o programa Linux para PS2, teclado, mouse, adaptador VGA (que requer um monitor RGB que suporte sinal "sync-on-green"), Adaptador de internet (internet local apenas) e um disco rígido de 40GB. Ele permitia que o PlayStation 2 fosse utilizado como um computador pessoal. 

## Hacking e modificações
Em meados de 2010, era possível instalar e usar o BB Navigator PlayStation (PS-BBN) e o HDD-OSD (disco de utilidades do HDD) a partir de qualquer console não impontando a região. Isso pode ser realizado como o uso de arquivos de "correção" especiais para o HDD-OSD, PS-BBN e uma versão modificada do "uLaunch" (programa independente bastante conhecido para o PlayStation 2) chamado "hacked-ule". Ele também possibilitava que o programa independente pudesse ser instalado no HDD; permitindo que ele fosse inicializado a partir do HDD-OSD e o "canal de jogo" do PS-BBN assim como qualquer outro jogo oficial para HDD. Entretendo, a instalação do programa independente no HDD ainda requeria muito esforço utilizando um editor hexadecimal. O PS-BBN também poderia agora ser traduzido de forma completa para qualquer idioma; o processo de tradução envolvia o uso do Linux ainda em "Beta" lançado para o PlayStation 2 e um "kernel" especialmente compilado que dar acesso as partições "APA-ReiserFS". 
A partir de 2013, a maioria dos jogos (se não todos) poderiam usar o HDD para instalar informações (a fim de diminuir o tempo de carregamento) ou carregar e salvar o progresso ao invés do Memory Card, este recurso podia ser usado em qualquer console de PlayStation 2 não importando a região ou em qualquer HDD através de um editor hexadecimal (ou com o ATADPatcher v0.02); ou algum tipo de programa de inicialização "ESR" (um programa independente bastante conhecido para o PS2). Se uma cópia de "correção" do HDD-OSD ou o BB Navigator PlayStration (PS-BBN) é usada, os usuários podem ter acesso a todas as informações recentemente instaladas da mesma forma como no HDD oficial de 40GB da Sony (SCPH-20401).